# Marathon van Fukuoka 1966
De marathon van Fukuoka 1966 werd gelopen op zondag 27 november 1966. Het was de 20e editie van de marathon van Fukuoka. Aan deze wedstrijd mochten alleen mannelijke elitelopers deelnemen. De Nieuw-Zeelander Michael R Ryan kwam als eerste over de streep in 2:14.04,6.

## Uitslagen
| rang   | naam                | land | tijd      |
| ------ | ------------------- | ---- | --------- |
| Goud   | Michael R Ryan      | NZL  | 2:14.04,6 |
| Zilver | Hidekuni Hiroshima  | JPN  | 2:14.05,2 |
| Brons  | Hirokazu Okabe      | JPN  | 2:15.09,2 |
| 4      | Masatsugu Futsuhara | JPN  | 2:15.36,2 |
| 5      | Toru Terasawa       | JPN  | 2:15.51,2 |
| 6      | Gyula Toth          | HUN  | 2:16.36,2 |
| 7      | Isamu Sugihara      | JPN  | 2:16.53   |
| 8      | Yutaka Aoki         | JPN  | 2:17.06   |
| 9      | Tadaaki Ueoka       | JPN  | 2:17.13   |
| 10     | Akio Usami          | JPN  | 2:17.16   |
| 11     | Carlos Pérez        | ESP  | 2:17.32   |
| 12     | Katsunori Sato      | JPN  | 2:18.47   |
| 13     | Yoshikazu Funasako  | JPN  | 2:18.48   |
| 14     | Hideo Suda          | JPN  | 2:19.00   |
| 15     | Rod MacKinney       | AUS  | 2:19.06   |
| 16     | Masanao Haranishi   | JPN  | 2:19.23   |
| 17     | Nobuyoshi Sadanaga  | JPN  | 2:19.52   |
| 18     | Hiroshi Sato        | JPN  | 2:20.03   |
| 19     | Rishu Kawabata      | JPN  | 2:21.35   |
| 20     | Toshihiko Wakamatsu | JPN  | 2:21.46   |
| 21     | Myung-Jung Lee      | KOR  | 2:21.53   |
| 22     | Yoshio Ohara        | JPN  | 2:22.09   |
| 23     | Hiroyuki Urakawa    | JPN  | 2:22.44   |
| 24     | Yoshikazu Kobayashi | JPN  | 2:23.05   |
| 25     | Sueo Isaka          | JPN  | 2:23.40   |

1947 ·
1948 ·
1949 ·
1950 ·
1951 ·
1952 ·
1953 ·
1954 ·
1955 ·
1956 ·
1957 ·
1958 ·
1959 ·
1960 ·
1961 ·
1962 ·
1963 ·
1964 ·
1965 ·
1966 ·
1967 ·
1968 ·
1969 ·
1970 ·
1971 ·
1972 ·
1973 ·
1974 ·
1975 ·
1976 ·
1977 ·
1978 ·
1979 ·
1980 ·
1981 ·
1982 ·
1983 ·
1984 ·
1985 ·
1986 ·
1987 ·
1988 ·
1989 ·
1990 ·
1991 ·
1992 ·
1993 ·
1994 ·
1995 ·
1996 ·
1997 ·
1998 ·
1999 ·
2000 ·
2001 ·
2002 ·
2003 ·
2004 ·
2005 ·
2006 ·
2007 ·
2008 ·
2009 ·
2010 ·
2011 ·
2012 ·
2013 ·
2014 ·
2015 ·
2016 ·
2017